# Янкув-Третій (Лодзинське воєводство)
Янкув-Третій (пол. Janków Trzeci) — село в Польщі, у гміні Рокіцини Томашовського повіту Лодзинського воєводства.
У 1975-1998 роках село належало до Пйотрковського воєводства.